# Farfetch
Farfetch es una empresa portuguesa minorista de bienes de lujo. La web fue fundada en 2008 por el empresario portugués José Neves cuya sede se encuentra en Londres y con oficinas menores en Nueva York, Los Ángeles, Guimarães, Oporto, São Paulo, Lisboa, Shanghái, Hong Kong, Moscú y Tokio. Asimismo, el modelo de negocio de Farfetch se basa en las comisiones con las boutiques afiliadas, que generan un 30% de sus ventas a través de la página web.
La compañía es multilingüe, ofreciendo la web diferentes idiomas como el inglés, francés, japonés, mandarín, portugués, coreano, alemán, ruso y español. Desde enero de 2017, Farfetch cuenta con más de 1000 empleados en todo el mundo.

## Historia
Farfetch fue fundada en 2008 gracias a José Neves, un empresario portugués implicado en el mundo de la moda desde mediados de los noventa cuando lanzó su marca de zapatos de diseño SWEAR. En 2001 creó B Store, empresa de venta al por mayor cuyos productos ofrecían un amplio rango de marcas de diseño independiente apoyados con una boutique física. Después de esto, durante uno de sus viajes a la Paris Fashion Week en 2007, su idea de crear un espacio de mercado virtual para boutiques comenzó a tomar forma.
En 2013, en una entrevista concedida por el The Daily Telegraph, Neves detalla ese momento en el que quiere crear presencia en línea a las boutiques de moda independiente: “Se le habían cerrado las puertas a decenas de propietarios con boutiques físicas y eso era preocupante. El negocio en ese momento era malo, no podían confiar en sus clientes locales y no tenían experiencia en la electrónica al por menor. Ellos tenían muy buen gusto pero por un alto coste”.
Por esa razón, Neves decidió fundar la web de Farfetch, para que las pequeñas e independientes boutiques pudieran competir en el mercado manteniendo sus establecimientos físicos con propia identidad visual. Un artículo publicado en The Economist en 2013 resume: “Farfetch hace hincapié en las “raíces del modelo de negocio brick and mortar” permitiendo a los minoristas independientes a “mantener su identidad, mientras aumenta su posición en el mercado”
Inicialmente, en julio de 2010 el negocio aseguró 4.5 millones de dólares del capital de su crecimiento a través de Advent Venture Partners, todo ello para ayudar a expandir su presencia en Brasil, Norteamérica y el Mercado Europeo. Seguidamente, Farfetch aumenta su capital por segunda vez con $18 de millones, a través de Advent Venture Partners, Index Venture y eVenture Capital Partners conjuntamente.
En marzo de 2013, se anunció otra inversión de $20 millones por parte de la casa global de publicidad Condé Nast Internacional que contribuyó posteriormente en mayo de 2014 con un total de $66 millones, y una inversión adicional de recursos por parte de la empresa.
El objetivo del negocio se consiguió en marzo de 2015 cuando Farfetch ganó US$86 por parte del grupo líder de inversores provenientes de la compañía de software DST Global. Asimismo, otros inversores contribuyeron a esta ronda, sumando un total de más de US$195 millones en total. Entre estos inversores se incluye Adventure Venture Partners, Condé Nast International, Index Ventures, Novel TMT, eVentures y Vitruvian Partners. Siguiendo este acontecimiento, Farfetch cosecha otra Victoria adquiriendo la icónica boutique londinense de Browns en mayo de 2015.
También en mayo de 2015, Private eye anunció que Farfetch se había convertido en una empresa Unicornio.

## Gestión
Actualmente, Farfetch está liderada por el fundador y CEO de la empresa José Neves, responsable de la estrategia global y de las decisiones de la compañía. Neves cuenta con el apoyo de Andrew Robb, Director de Operaciones y responsable de supervisar y gestionar las funciones de operación en Farfetch, incluyendo marketing en línea, financiación, Recursos Humanos y Servicio al Cliente. Andrew Robb se unió a la empresa en junio de 2012 después de su experiencia en Bauer Media, en donde ejercía de Director de Gestión web de ventas flash de lujo Cocosa.
Al mismo tiempo que Andrew se unión a la compañía, Farfetch realiza otro movimiento magistral contratando a Susanne-Tide como Director de Estrategia y Marca. Sussane, antes de unirse a Farfetch, trabajaba de Directora Creativa en los famosos almacenes Harrods y Selfridges. Esta nueva contratación creó un balance para Farfetch, ocupando su rol de Directora de Moda para la marca de lujo Victoria Beckham.
Posteriormente, David Lindsay se unió al equipo de gestión direccional ocupando el puesto de Vicepresidencia de Tecnología para dirigir y gestionar las innovaciones tecnológicas y diseño de experiencia del usuario en la web. Su unió al equipo en febrero de 2013 tras dos años de experiencia en una agencia de diseño digital así como 5 años en Net-A-Porter como Responsable General de Tecnología.
David cuenta con el apoyo del Jefe de Tecnología, Cipriano Sousa, quien ha estado trabajando en Farfetch desde sus inicios, y que actualmente gestiona las operaciones diarias del equipo tecnológico. Antes de unirse a la empresa, Cipriano ayudaba al desarrollo de la infraestructura tecnológica y funciones de web para una pequeña boutique de moda independiente, incluido la marca de B Store de José Neves.
Siguiendo con las rondas de inversiones realizadas por Condé Nast en marzo de 2013, la expansión de Farfetch prosigue con la contratación de dos importantes miembros para la dirección general. La primera de ellas fue Stephane Horton como Directora de Marketing en agosto de 2013 para la supervisión creativa y promocional del negocio. Anteriormente, Stephanie Horton ostentaba el puesto de Directora Global de Comunicaciones para Shopbop y también trabajó como Directora de Gestión de Servicios Creativos para Vogue.
El segundo miembro fue Giorgio Belloni, que se unió a Farfetch un poco más tarde que Stephanie, en octubre de 2013, para encargarse del puesto de director comercial, responsable de la estrategia de comercio y desarrollo. Giorgio era anteriormente el director del desarrollo de negocios en Alexander McQueen.
Por otro lado, prosiguiendo con la expansión de la compañía gracias a las inversiones en marzo de 2015 y con la contratación de la dirección de la empresa en 2015, Taleeb Noormohamed se unió a Farfetch como Director de Desarrollo. Talleb era el vicepresidente de Estrategia y Asociación en los Juegos Olímpicos de Vancouver en 2010. También Elliot Jordan fue contratado como Director Financiero en Farfetch, convirtiéndose en el responsable de las operaciones financieras de la empresa. Elliot posee una experiencia ejemplar en el mundo de la financiación en línea que incluye ASOS y Sainsburys. Adicionalmente, Ephraim Luft se unió a la compañía como Director de Producción para gestionar el desarrollo del producto y de las funciones del equipo de Experiencia del Usuario. Ephraim es licenciado en MBA por la Escuela de Negocios de Harvard y tiene quince años de experiencia en la industria de la tecnología digital. Previamente trabajó para empresas importantes como Microsoft, Massive Incorporated y POPSUGAR.

## Operaciones actuales
Actualmente, Farfetch realiza envíos en más de 170 países a través de más de 300 boutiques afiliadas representadas en la web. En septiembre de 2014, “las ventas anuales a través de Farfetch superaron los £167 millones”. Y el negocio continúa expandiéndose. En 2013, su venta de ítems provenientes de más de 2000 marcas de moda internacionales, atrajo 4.3 millones de visitantes semanalmente a la página web. El promedio de un pedido de un cliente en Farfetch es de $680 según un artículo del New York Times en marzo de 2013.
La empresa divide las marcas de moda en dos grandes categorías: las marcas de lujo que ofrecen productos de casas de moda internacionales, y las marcas lab que incluye las firmas experimentales y emergentes. Un tercer grupo menor (contemporáneo) encargado de vender moda casual fue consolidado dentro de las marcas lab en septiembre de 2014 para hacer las compras y la navegación web del cliente mucho más fácil de entender.
Farfetch consigue la mayoría de sus ingresos gracias a las marcas de lujo que vende como Valentino, Saint Laurent, Givenchy y Comme des Garcons, aunque las marcas emergentes y menos conocidas son las catalogadas la clave del negocio de Farfetch. Stephanie Horton, directora de marketing en Farfetch ha explicado cómo Farfetch se ha posicionado “un poco a la derecha del centro” debido a la gran cantidad de mercancía, esto ayuda a que Farfetch pueda atraer a “un amplio rango de clientes”
Farfetch ha apoyado a las marcas alternativas y emergentes a través de su patrocinio en la British Fashion Council con su iniciativa “London Showrooms” que fomenta y apoya los diseñadores británicos internacionalmente. También promociona 15 marcas de las mejores boutiques en Brasil gracias al Proyecto “Destination Brazil” para ayudar a estas firmas no muy conocidas a “atraer a la audiencia global”. Farfetch continua apoyando a los diseñadores emergentes y pequeños negocios de boutiques buscando continuamente “nuevas boutiques con un diseño fresco en nuevas regiones”.
En octubre de 2014, Farfetch contrató a 502 empleados en Reino Unido, Portugal y Brasil, y expandió su negocio con una nueva oficina en Tokio. Siguiendo las inversiones de Condé Nast en 2013, Farfetch lanzó un programa de expansión para mejorar el conocimiento de las marcas y la cuota de mercado en nuevos territorios, incluyendo EE. UU., Alemania, Europa del Este, Escandinavia y Japón. Aparte de lo anterior, en agosto de 2014 se lanzó la web en diferentes lenguajes para Rusia y Japón así como el lanzamiento en 2017 de su propia página web para China. Todo ello en adición al inglés, francés y portugués para Europa, EE. UU. y Brasil que ya estaban previamente funcionando. En marzo de 2015 la web lanzó su soporte al español y alemán.
La compañía también opera con la aplicación de móvil para iPhone que permite a los usuarios comprar los productos de las boutiques así como el acceso de artículos de editorial. La aplicación se llama “Farfetch Discover” y se lanzó en octubre de 2014.
Las características principal es una “guía de compras de ciudades de moda más importantes en el mundo como Nueva York, Milán, Roma, Los Ángeles y más”. Además, de acuerdo con un artículo en el Women Wear Daily en agosto de 2014, la aplicación refleja “la funcionabilidad de la web conectando a los usuarios con productos de boutiques alrededor del mundo” y ofrece “contenido editorial a través de las diferentes ciudades”.

## Premios y reconocimientos
Farfetch y sus representantes han recibido un largo número de premios en la industria de la moda y el mundo e-commerce:
- Ganador: Premio Mejor Nuevo E-tailer – The Drapers E-tail Awards[22]
- Ganador: Mejor Compañía Emergente – The European Tech Start-up Awards[23]
- Ganador: Estrella Naciente de Publicidad – Golden Link Awards from Rakuten Affiliate Marketing[24]
- Ganador: Premio de Dirección Digital – The Luxury Briefing Awards
- Ganador: CEO del Año (José Neves) – Digital Masters Awards[25]
- Ganador: Excelencia General de Gestión (Andrew Robb) – Digital Masters Awards[25]
- Ganador: Mejor E-Store – WGSN Global Fashion Awards
- Ganador: Mejor Campaña de SEO – Performance Marketing Awards[26]
- Ganador: Premio Grand Prix – Performance Marketing Awards[26]